# Arroyo Geneshuaya
Arroyo Geneshuaya är ett vattendrag i Bolivia.   Det ligger i departementet Beni, i den norra delen av landet, 900 kilometer norr om huvudstaden Sucre.
I omgivningarna runt Arroyo Geneshuaya växer i huvudsak städsegrön lövskog. Runt Arroyo Geneshuaya är det mycket glesbefolkat, med 7 invånare per kvadratkilometer.